# City of Gold (album)
City of Gold è un album a nome di Thos. Rapp (pseudonimo di Tom Rapp) e Pearls Before Swine, pubblicato dalla Reprise Records nell'aprile del 1971. Il disco fu registrato alla fine del 1970 a New York ed a Nashville (Tennessee).

## Tracce
Brani composti da Thomas Rapp, tranne dove indicato
Lato A
1. Sonnett #65 – 0:41 (Thomas Rapp, William Shakespeare)
2. Once Upon a Time – 2:37
3. Raindrops – 2:05
4. City of Gold – 2:57
5. Nancy – 4:46 (Leonard Cohen)

Lato B
1. Seasons in the Sun – 2:55 (Jacques Brel, Rod McKuen)
2. My Father – 2:08 (Judy Collins)
3. The Man – 2:23
4. Casablanca – 2:23
5. Wedding – 1:37
6. Did You Dream Of – 2:49

## Musicisti
- Tom Rapp - chitarra, voce, produttore
- Elisabeth Rapp - voce
- David Noyes - voce
- Mac Gayden - chitarre
- David Briggs - clavicembalo, pianoforte
- Hutch Davie - tastiere
- Bill Pippin - flauto, oboe
- John Duke - flauto, oboe
- Charlie McCoy - armonica, chitarra, dobro, basso
- Buddy Spicher - viola, violino, violoncello
- Norbert Putnam - basso
- Kenneth Buttrey - batteria